# Frankie Brown
Frankie Brown (* 8. Oktober 1987) ist eine schottische ehemalige Fußballnationalspielerin, die auf der rechten Abwehrseite von  2014 bis 2020 für Bristol City WFC spielte.

## Karriere

### Verein
Frankie Brown begann bei den Falkirk Girls mit dem Fußballspielen. Nach dem Studienbeginn an der Edinburgh University wechselte sie zu Whitehill Welfare und anschließend zum Hibernian LFC. Mit diesem gewann sie 2011 den Ligapokal. Im August 2001 bestritt sie zusammen mit ihrer Nationalmannschaftsmitspielerin Hayley Lauder drei Spiele für den zyprischen Verein Apollon Ladies FC in der erfolgreichen Qualifikation zur UEFA Women’s Champions League 2011/12. Sie war eine der ersten Fußballspielerinnen, die das National Performance Centre des schottischen Fußballverbandes an der University of Stirling besuchten, wo die Studenten tägliches Training und ihre Studien kombinieren können. Zur Saison 2014 der FA WSL schloss Brown sich dem Bristol Academy WFC an. In ihrer ersten Saison vermieden sie als Vorletzte die Relegation, was 2015 nicht gelang, so dass Bristol 2016 in der WSL 2 – nun als Bristol City WFC – spielen musste. Diese Saison schlossen sie als Zweite ab und konnten in der FA WSL Spring Series 2017 wieder in der WSL 1 spielen. Als Vorletzte beendeten sie die Saison und verbesserten sich in der Saison 2017/18 auf den drittletzten Platz. Nach der Saison 2019/20 verließ sie Bristol.

### Nationalmannschaft
Brown ist seit dem Jahr 2008 Nationalspielerin Schottlands, konnte sich aber mit ihrer Nationalmannschaft erstmals 2016 für die Fußball-Europameisterschaft der Frauen 2017 qualifizieren. Hier kam sie beim ersten Gruppenspiel gegen England zum Einsatz, das mit 0:6 verloren wurde, sowie im letzten Gruppenspiel gegen Spanien, das mit 1:0 gewonnen wurde. Da ihre Mitspielerinnen das zweite Gruppenspiel gegen Portugal mit 1:2 verloren hatten und die Spanierinnen mit 2:0 gegen die Portugiesinnen gewonnen hatten, waren die drei Mannschaften, die alle gegen England verloren hatten punktgleich. Daher zählten die gegeneinander geschossenen Tore und hier waren die Spanierinnen mit 2:1 Toren besser und zogen damit als Gruppenzweite ins Viertelfinale. Die Schottinnen hatten mit 2:2 Toren ebenso das Nachsehen wie die Portugiesinnen mit 2:3 Toren.
Nach der EM verließ die schwedische Trainerin Anna Signeul die Schottinnen und Shelley Kerr wurde neue Nationaltrainerin. Unter ihr kam Brown nur noch in sechs Spielen zum Einsatz. Kerr gelang es die Schottinnen erstmals zu einer WM zu führen, für die Brown aber nicht nominiert wurde.

## Erfolge
- 2011: Schottische Ligapokalsiegerin